# General Aviation XFA
Die General Aviation XFA (US-Fokker Model 18) war ein trägergestütztes Jagdflugzeug des US-amerikanischen Herstellers General Aviation Corporation aus den 1930er Jahren.

## Geschichte
Im Mai 1929 übernahm General Motors (GM) 41 % der Anteile der Fokker Aircraft Corporation of America, wonach ein Jahr später auch der Name in General Aviation Corporation geändert wurde. Die ursprüngliche US-Fokker-Modellnummernsequenz wurden jedoch noch bis zum Model 18 (XFA) weitergeführt. Ende 1934 vereinigte General Motors seine General Aviation Corp. mit dem ebenfalls von GM kontrollierten Unternehmen North American Aviation. 
Entwickelt wurde die XFA in Zusammenhang mit einem Ausschreibungswettbewerb der United States Navy, bei dem der Entwurf in Konkurrenz zur Berliner-Joyce XFJ-1 und Curtiss XF9C-1 stand. Die Navy führte die Erprobung des Prototyps im März 1932 durch, die jedoch nicht sehr erfolgreich verlief, sodass die weitere Entwicklung eingestellt wurde.

## Konstruktion
Die XFA-1 war ein einstieliger Doppeldecker mit gestaffelt angeordneten Tragflächen, wobei die obere Fläche als Puławski-Flügel ausgeführt war. Die Metallkonstruktion besaß stoffbespannte Trag- und Leitwerksflächen. Die vorgesehene Bewaffnung sollte zwei im Rumpf installierte 7,62-mm-MGs umfassen. 

## Technische Daten
| Kenngröße              | Daten                                             |
| ---------------------- | ------------------------------------------------- |
| Besatzung              | 1                                                 |
| Länge                  | 6,75 m                                            |
| Spannweite             | 7,77 m                                            |
| Höhe                   | 2,82 m                                            |
| Flügelfläche           | 16,26 m2                                          |
| Leermasse              | 833 kg                                            |
| Startmasse             | 1138 kg                                           |
| Höchstgeschwindigkeit  | 273 km/h                                          |
| Steigzeit (auf 1525 m) | 3,4 min                                           |
| Reichweite             | 600 km                                            |
| Triebwerke             | ein Pratt & Whitney R-985A Wasp Junior mit 400 PS |